# Si Abdelghani
Si Abdelghani (em árabe: سيدي عبد الغنى) é uma comuna localizada na província de Tiaret, Argélia. Sua população estimada em 2008 era de 9 273 habitantes.